# Aeroportul Mbeya
Aeroportul Mbeya (IATA: MBI, ICAO: HTMB) este un aeroport din Regiunea Mbeya, Tanzania.
Situat la o altitudine de 1.707 m, aeroportul dispune de o singură pistă. Este operat de Tanzania Airports Authority⁠(d).